# Statuit ei Dominus
Statuit ei Dominus is een compositie van Arvo Pärt. Pärt componeerde het in 1990 voor het 600-jarig bestaan van de Sint-Petroniusbasiliek in Bologna, net zoals Beatus Petronius. De van huis uit Estse componist schreef het voor een combinatie van gemengd koor (sopranen, alten, tenoren en baritons) en 2 orgels. Pärt kon het als zodanig componeren omdat de basiliek als een van de weinige kerken ter wereld twee orgels tot haar beschikking heeft. 
Tijdens de première van het werk in Bologna op 5 oktober 1990 bespeelde de Friese Liuwe Tamminga uit Hemelum een van de orgels.
In 2011 arrangeerde Pärt het naar een werk voor
- gemengd koor
- violen, altviolen, celli, contrabassen
- 8 blaasinstrumenten: 2 dwarsfluiten waarvan II ook piccolo, 2 hobo's, 2 klarinetten, 2 fagotten
- buisklokken

Deze versie was voor het eerst te horen tijdens een uitvoering van het RAI-orkest van Turijn op 9 september 2011.